# Givoletto
Givoletto là một đô thị ở tỉnh Torino trong vùng Piedmont, có vị trí cách khoảng 20 km về phía tây bắc của Torino, nước Ý. Tại thời điểm ngày 31 tháng 12 năm 2004, đô thị này có dân số 2.443 người và diện tích là 12,8 km².
Givoletto giáp các đô thị: Varisella, La Cassa, Val della Torre, và San Gillio.